# Ōtaguro Tomoo
Ōtaguro Tomoo (太田黒伴雄, 1836-1876) est un nationaliste japonais, meneur de la rébellion Shinpūren.
Enfant maladif, Ōtaguro est élevée par la famille de sa mère après la mort de son père. Dans ses premières années, sa santé est si fragile que le médecin de la famille lui interdit même la lecture.
Dégouté par le style de vie ukiyo du Edo contemporain, Ōtaguro s'engage dans le mouvement « Tosa Kin no To » de Takechi Hanpeita. Craignant que son activisme sonnō jōi n'ait des répercussions négatives sur sa famille, il se retire des registres du clan Iida et est adopté par la famille Ono (qui le désavoue plus tard sur des accusations de négligence). Il se fait disciple de Hayashi Ōen, suit son mentor dans la voie de la prêtrise shinto et devient shikan du sanctuaire Isa Ote-jingu à Shinkai

## Shinpūren
Après la mort de Hayashi Ōen, Ōtaguro, avec quelques-uns de ses contemporains, fonde le mouvement Shinpūren, une organisation nationaliste xénophobe. En octobre 1876, les membres du groupe, dirigé par Ōtaguro, organisent une révolte contre le gouvernement local de la préfecture de Kumamoto. Leur succès initial est rapidement annulé par la garnison de l'Armée impériale japonaise en poste à Kumamoto et le lendemain matin environ 120 des 200 rebelles sont morts, y compris Ōtaguro lui-même,.